# Czarowny kwiecień
Czarowny kwiecień (ang. Enchanted April) – brytyjski dramat obyczajowy z 1991 roku w reżyserii Mike’a Newella. Scenariusz powstał na podstawie powieści Zaczarowany kwiecień (The Enchanted April, wyd. 1922) autorstwa Elizabeth von Arnim.
Obraz zdobył nominacje do Złotych Globów (aktorki Miranda Richardson i Joan Plowright otrzymały statuetki) i nominacje do Oscarów.

## Obsada
- Alfred Molina jako Mellersh Wilkins
- Jim Broadbent jako Frederick Arbuthnot
- Miranda Richardson jako Rose Arbuthnot
- Josie Lawrence jako Lottie Wilkins
- Neville Phillips jako wikariusz
- Polly Walker jako Caroline Dester
- Joan Plowright jako pani Fisher
- Michael Kitchen jako George Briggs

## Fabuła
Londyn, początek lat 20. Dwie Angielki: Lotty Wilkins i Rose Arbuthnot, sąsiadki i przyjaciółki, nie czują się zbyt szczęśliwe w swych związkach małżeńskich, a deszczowa angielska aura pogłębia ich frustrację i przygnębienie. Po długich wahaniach obie panie decydują się wynająć na miesiąc – bez wiedzy mężów – willę we Włoszech. Mają nadzieję, że słońce Południa pozwoli im odzyskać radość życia i choć na krótko zapomnieć o codziennych troskach. By zmniejszyć koszty pobytu, postanawiają znaleźć sobie współlokatorki. Na ich ogłoszenie odpowiadają tylko dwie panie: bogata lady Caroline Dester, ozdoba londyńskich salonów, oraz pani Fisher, apodyktyczna wdowa surowych obyczajów.
Nie zważając na protesty małżonków, oburzonych samowolą swych żon, Lotty i Rose przyjeżdżają do Włoch. W willi czekają już na nie lady Caroline i pani Fisher. Wszystkie cztery są urzeczone stylowym domem i jego otoczeniem. W rajskim zakątku Lotty szybko zapomina o urazach wobec męża i namawia go listownie na przyjazd, aby i on skorzystał z uroków włoskiej wiosny. Zachęca Rose, żeby zrobiła to samo, ale przyjaciółka nie wierzy, że Frederick, pisujący pod pseudonimem brukowe romanse, zechce spełnić jej prośbę.
Wkrótce w willi zjawia się Mellersh Wilkins. Zastawszy żonę wypoczętą, w znamienitym towarzystwie, zaczyna patrzeć na nią innymi oczami, traktować z szacunkiem, a nawet podziwem. Ich związek powoli nabiera żywszych barw. Niebawem grono lokatorów willi powiększa się jeszcze o George’a Briggsa, jej właściciela, który przyjechał z kurtuazyjną wizytą. Widok samotnej Rose wywołuje w nim zainteresowanie jej osobą. Zaczyna się do niej zalecać. Zaniedbywana od dawna kobieta przyjmuje jego komplementy. Briggs nie ma jednak możliwości bliżej poznać pani Arbuthnot, gdyż do willi niespodziewanie przyjeżdża Frederick. Nie otrzymał listu żony. Do Włoch ściągnął w ślad za swą kochanką, lady Caroline, nieświadomą, że pisarz, znany jej wyłącznie pod swym literackim pseudonimem, jest właśnie mężem Rose.